# Brixia Tour 2007
Il Brixia Tour 2007, settima edizione della corsa, si svolse dal 26 al 29 luglio 2007 su un percorso di 675,8 km e venne vinta dall'italiano Davide Rebellin, che terminò la gara in 16h19'19".

## Tappe
| Tappa  | Data      | Percorso                     | km    | Vincitore di tappa | Leader cl. generale |
| ------ | --------- | ---------------------------- | ----- | ------------------ | ------------------- |
| 1ª     | 26 luglio | Brescia > Toscolano Maderno  | 157,4 | Davide Rebellin    | Davide Rebellin     |
| 2ª-1ª  | 27 luglio | Esine > Breno                | 81,5  | Giovanni Visconti  | Davide Rebellin     |
| 2ª-2ª  | 27 luglio | Pian Camuno > Borno          | 98,4  | Emanuele Sella     | Davide Rebellin     |
| 3ª     | 28 luglio | Concesio > Passo Maniva      | 156,5 | Ruslan Pidhornyj   | Davide Rebellin     |
| 4ª     | 29 luglio | Pisogne > Darfo Boario Terme | 184,5 | Francesco Chicchi  | Davide Rebellin     |
| Totale | Totale    | Totale                       | 675,8 |                    |                     |

## Squadre e corridori partecipanti
Vennero iscritte alla corsa ventiquattro squadre, composte ciascuna da otto corridori. Sette di queste formazioni avevano licenza UCI Pro Tour, dieci rientravano nella fascia UCI Professional Continental e le ultime sette in quella UCI Continental.
| N.      | Cod. | Squadra                    |
| ------- | ---- | -------------------------- |
| 1-8     | GST  | Gerolsteiner               |
| 11-18   | AST  | Astana                     |
| 21-28   | LAM  | Lampre-Fondital            |
| 31-38   | LIQ  | Liquigas                   |
| 41-48   | QSI  | Quick Step-Innergetic      |
| 51-58   | MRM  | Team Milram                |
| 61-68   | UNI  | Unibet.com                 |
| 71-78   | BAR  | Team Barloworld            |
| 81-88   | PAN  | Ceramiche Panaria-Navigare |
| 91-98   | TEN  | Tenax-Menikini             |
| 101-108 | TCS  | Tinkoff Credit Systems     |
| 111-118 | FLM  | Ceramica Flaminia          |

| N.      | Cod. | Squadra                              |
| ------- | ---- | ------------------------------------ |
| 121-128 | ASA  | Acqua & Sapone-Caffè Mokambo         |
| 131-138 | SKS  | Skil-Shimano                         |
| 141-148 | LPR  | Team LPR                             |
| 151-158 | CLM  | Serr. PVC Diquigiovanni-Selle Italia |
| 161-168 | DPC  | Drapac-Porsche Devel. Program        |
| 171-178 | UCE  | Team Universal Caffè-Ecopetrol       |
| 181-188 | KIO  | Kio Ene-Tonazzo-DMT                  |
| 191-198 | AMO  | Amore & Vita-McDonald's              |
| 201-208 | MIE  | Miche                                |
| 211-218 | MPM  | MapaMap-Bantprofi                    |
| 221-228 | ADR  | Adria Mobil                          |
| 231-238 | CEO  | Cinelli-Endeka-OPD                   |

## Dettagli delle tappe

### 1ª tappa
- 26 luglio: Brescia > Toscolano Maderno – 157,4 km

Risultati
| Pos. | Corridore            | Squadra       | Tempo    |
| ---- | -------------------- | ------------- | -------- |
| 1    | Davide Rebellin      | Gerolsteiner  | 3h41'39" |
| 2    | Paolo Bailetti       | Team LPR      | s.t.     |
| 3    | Alessandro Bertolini | Diquigiovanni | s.t.     |

| Pos. | Corridore            | Squadra       | Tempo    |
| ---- | -------------------- | ------------- | -------- |
| 1    | Davide Rebellin      | Gerolsteiner  | 3h41'29" |
| 2    | Paolo Bailetti       | Team LPR      | a 4"     |
| 3    | Alessandro Bertolini | Diquigiovanni | a 6"     |

### 2ª tappa-1ª semitappa
- 27 luglio: Esine > Breno – 81,5 km

Risultati
| Pos. | Corridore         | Squadra       | Tempo    |
| ---- | ----------------- | ------------- | -------- |
| 1    | Giovanni Visconti | Diquigiovanni | 1h41'19" |
| 2    | Giampaolo Caruso  | Quick Step    | s.t.     |
| 3    | Antonio D'Aniello | Cer. Flaminia | s.t.     |

| Pos. | Corridore            | Squadra       | Tempo    |
| ---- | -------------------- | ------------- | -------- |
| 1    | Davide Rebellin      | Gerolsteiner  | 5h22'48" |
| 2    | Paolo Bailetti       | Team LPR      | a 4"     |
| 3    | Alessandro Bertolini | Diquigiovanni | a 6"     |

### 2ª tappa-2ª semitappa
- 27 luglio: Pian Camuno > Borno – 98,4 km

Risultati
| Pos. | Corridore         | Squadra       | Tempo    |
| ---- | ----------------- | ------------- | -------- |
| 1    | Emanuele Sella    | Cer. Panaria  | 2h30'45" |
| 2    | Santo Anzà        | Diquigiovanni | s.t.     |
| 3    | Fortunato Baliani | Cer. Panaria  | s.t.     |

| Pos. | Corridore       | Squadra       | Tempo    |
| ---- | --------------- | ------------- | -------- |
| 1    | Davide Rebellin | Gerolsteiner  | 7h53'41" |
| 2    | Santo Anzà      | Diquigiovanni | a 3"     |
| 3    | Paolo Bailetti  | Team LPR      | a 17"    |

### 3ª tappa
- 28 luglio: Concesio > Passo Maniva – 157,5 km

Risultati
| Pos. | Corridore        | Squadra       | Tempo    |
| ---- | ---------------- | ------------- | -------- |
| 1    | Ruslan Pidhornyj | Tenax         | 4h01'10" |
| 2    | Davide Rebellin  | Gerolsteiner  | a 3"     |
| 3    | Santo Anzà       | Diquigiovanni | a 6"     |

| Pos. | Corridore       | Squadra       | Tempo     |
| ---- | --------------- | ------------- | --------- |
| 1    | Davide Rebellin | Gerolsteiner  | 11h54'48" |
| 2    | Santo Anzà      | Diquigiovanni | a 13"     |
| 3    | Matteo Carrara  | Unibet.com    | a 1'12"   |

### 4ª tappa
- 29 luglio: Pisogne > Darfo Boario Terme – 184,5 km

Risultati
| Pos. | Corridore         | Squadra     | Tempo    |
| ---- | ----------------- | ----------- | -------- |
| 1    | Francesco Chicchi | Liquigas    | 4h24'31" |
| 2    | Mattia Gavazzi    | Kio Ene     | s.t.     |
| 3    | Mirco Lorenzetto  | Team Milram | s.t.     |

| Pos. | Corridore       | Squadra       | Tempo     |
| ---- | --------------- | ------------- | --------- |
| 1    | Davide Rebellin | Gerolsteiner  | 16h19'19" |
| 2    | Santo Anzà      | Diquigiovanni | a 13"     |
| 3    | Matteo Carrara  | Unibet.com    | a 1'12"   |

## Classifiche finali

### Classifica generale - Maglia azzurra
| Pos. | Corridore         | Squadra       | Tempo     |
| ---- | ----------------- | ------------- | --------- |
| 1    | Davide Rebellin   | Gerolsteiner  | 16h19'19" |
| 2    | Santo Anzà        | Diquigiovanni | a 13"     |
| 3    | Matteo Carrara    | Unibet.com    | a 1'12"   |
| 4    | Ruslan Pidhornyj  | Tenax         | a 1'17"   |
| 5    | Paolo Bailetti    | Team LPR      | a 1'19"   |
| 6    | Fortunato Baliani | Cer. Panaria  | a 1'34"   |
| 7    | Leonardo Moser    | Diquigiovanni | a 1'40"   |
| 8    | Tomaž Nose        | Adria Mobil   | a 1'55"   |
| 9    | Massimo Giunti    | Miche         | a 1'58"   |
| 10   | Marco Osella      | Kio Ene       | a 2'06"   |